# John Gordon
John Gordon er en dansk sangskriver og musikproducer. Sammen med amerikanske Julie Frost skrev han Lena Meyer-Landruts sang "Satellite", som vandt for Tyskland i Eurovision Song Contest 2010. Sangen solgte over 100.000 digitale downloads i den første uge, hvilket gør det til den hurtigst sælgende digitale single nogensinde i Tyskland. Ved Dansk Melodi Grand Prix 2011 blev Gordon inviteret med på et wildcard af DR og skrev sangen "Sleepless" til den 17-årige sangerinde Anne Noa, der fik en andenplads.
I 1998 udgav Gordon albummet Talking About the Weather sammen med Lene Dissing i bandet Steam. Flere af singlerne, især førstesinglen "Lover", blev spillet massivt på de danske radiostationer.[kilde mangler] Siden har han bl.a. skrevet og produceret for danske artister som Michael Learns to Rock og Simon Mathew.
Gordon bor i Fløjstrup, som er en forstad af Beder nær Århus.

## Sejre
- 2010: Eurovision Song Contest - "Satellite"
- 2010: 1LIVE Krone – Best Single "Satellite"

## Nomineringer
- 2011: Echo - Radio Echo for "Satellite" (Lena Meyer-Landrut)
- 2011: Echo - Single of the Year – "Satellite" (Lena Meyer-Landrut)
- 2011: Echo - Album of the Year – "My Cassette Player" (Lena Meyer-Landrut)
- 2011: Comet - Best Song – "Satellite" (Lena Meyer-Landrut)

## Certifications
- 2010 Triple Platinum Single Germany "Satellite"  Lena Meyer-Landrut
- 2010 Gold Single Sweden "Satellite" Lena Meyer-Landrut[6]
- 2010 Platinum Single Switzerland "Satellite" Lena Meyer-Landrut[7]
- 2010 5x Gold Album Germany My Cassette Player Lena Meyer-Landrut[8]

## Ekstern henvisning
- John Gordon på Discogs
- John Gordon på Myspace